# Tang Ming-Hong
Tang Ming-Hong (chinesisch 鄧銘漮, auch Tang Cheuk-Yan 鄧卓仁; * 23. Juli 1993 in Hongkong) ist ein Squashspieler aus Hongkong.

## Karriere
Tang Ming-Hong begann seine professionelle Karriere in der Saison 2013 und gewann bislang fünf Titel auf der PSA World Tour. Seine höchste Platzierung in der Weltrangliste erreichte er mit Position 79 am 1. Januar 2024. Bei den Asienspielen 2014 gewann er mit der Hongkonger Mannschaft die Bronzemedaille. Diesen Erfolg wiederholte er bei den 2023 ausgetragenen Asienspielen 2022 in Hangzhou. Im Mixed schied er mit Tong Tsz-Wing im Viertelfinale aus. Mit der Hongkonger Nationalmannschaft nahm er 2013, 2017, 2023 und 2024 an Weltmeisterschaften teil. 2016 und 2024 wurde er mit der Mannschaft Vizeasienmeister.

## Erfolge
- Vizeasienmeister mit der Mannschaft: 2016, 2024
- Vizeasienmeister im Mixed: 2024
- Gewonnene PSA-Titel: 5
- Asienspiele: 2 × Bronze (Mannschaft 2014 und 2022)